# Chromonephthea dampierensis
Chromonephthea dampierensis is een zachte koraalsoort uit de familie Nephtheidae. De koraalsoort komt uit het geslacht Chromonephthea. Chromonephthea dampierensis werd in 1977 voor het eerst wetenschappelijk beschreven door Verseveldt. 